# Törölchi
Törölchi khürgen (Törölchi le gendre impérial) est le fils aîné Qutuqa Beki, Khan (roi) des Oirad.

## Biographie
En 1207, lorsque l'armée de droite dirigée par le prince Jochi se rendit dans les forêts du nord, son père prit les soldats et ses subordonnés derrière lui et participa à la soumission de nombreuses autres provinces telles que Kirghiz, Buriad, Bulgad et Khor Tumed. Par conséquent, Chingis Khan a donné sa deuxième fille Tsetseihen Beh à Tyulchi, le fils aîné de Huduga Beh, et la fille de Jochi, Huluikhan, à Inalchi, le frère cadet de Torolchi. Les nouvelles sur les naissances sont rares dans l’histoire.

## Famille
- Père : Khuduga Behi
- Frères et sœurs : Inalchi, reine Ogul-Kaymish

### Enfants
De son épouse principale, Checheyigen, on lui connait 3 fils et 5 filles :
- Boukhatumor, premier fils;
- Bars tke, deuxième fils, (la personne qui a érigé la statue lumineuse du Roi éternel ),
- Barsboukha, troisième fils;
- Orghana Khatun, première fille,
- Ilchigmish Khatun, deuxième fille, (épouse d'Arigbeh Khan. Sans enfant),
- Gubehe, troisième fille, (épouse du fils aîné de Hulegu Khan ),
- Hothu Khatun, quatrième fille, (épouse de Tukhan, deuxième fils de Batu Khan ),
- Reine Guyug, sixième fille, (épouse de Khulegu Khan )

D'une épouse secondaire, au nom inconnu, ont lui connait une fille :
- Öljei Khatun, cinquième fille, (épouse de Khulegu Khan)[1].